# Donald Menzel
Donald Howard Menzel (Florence, 11 aprile 1901 – Boston, 14 dicembre 1976) è stato un astronomo statunitense.

## Biografia
Nato a Florence in Colorado, si trasferì presto a seguito della famiglia a Leadville. Fin da ragazzo dimostrò interesse per la matematica e le scienze naturali, collezionando minerali e rocce e organizzando un laboratorio chimico in soffitta. Imparò a ricevere e a trasmettere messaggi in codice Morse, poi si costruì una radio e divenne radioamatore. Entrò a far parte del movimento scout, specializzandosi in crittoanalisi.
Completata la scuola superiore a 16 anni, si iscrisse in chimica all'Università di Denver. Durante gli studi universitari cominciò ad interessarsi di astronomia grazie ad un amico, con cui osservò l'eclissi solare dell'8 giugno 1918. Menzel conseguì il bachelor in chimica nel 1920 e la laurea in chimica e matematica nel 1921. All'Università di Princeton conseguì una seconda laurea in astronomia nel 1923 e un Ph.D in astrofisica nel 1924.
Dopo avere insegnato per due anni all'Università dell'Iowa e all'Università statale dell'Ohio, nel 1926 fu nominato professore assistente al Lick Observatory. Nello stesso anno si sposò con Florence Elizabeth Kreager, da cui ebbe due figlie. Nel 1923 si trasferì all'Università di Harvard, dove rimase fino alla fine della carriera.
Durante la seconda guerra mondiale, Menzel svolse il servizio militare nella US Navy, dove fu a capo di una unità di intelligence.
Ritornato ad Harvard dopo la guerra, fu nominato direttore incaricato dell'osservatorio astronomico; nel 1964 divenne direttore effettivo dello stesso osservatorio e ricoprì l'incarico fino al 1966, quando la struttura diventò un centro di radioastronomia. Menzel continuò a dedicarsi all'insegnamento fino al 1971, quando si ritirò dall'Università di Harvard. Morì a Boston nel 1976.

### Attività scientifica
Inizialmente Menzel si dedicò a ricerche sul Sole. Egli partecipò a diverse spedizioni scientifiche per osservare eclissi solari totali: nel 1936 nelle steppe della Russia, nel 1945 nel Saskatchewan in Canada, nel 1966 in Perù a Chiguata (Provincia di Arequipa), nel 1970 in Messico a Oaxaca e nel 1973 nella Mauritania occidentale. Osservò anche le eclissi del 1961 in Italia, del 1963 e del 1966 in Grecia e del 1973 in Costa Rica. Negli USA osservò le eclissi totali del 1923 e del 1930 in California, del 1932 in Maine, del 1954 in Minnesota e del 1959 in Massachusetts. Alla fine degli anni trenta fece costruire a Climax in Colorado un osservatorio con un telescopio dotato di coronografo che permetteva di simulare un'eclisse totale di sole, rendendo possibile a lui e ai suoi colleghi di studiare la corona solare e filmare le protuberanze solari.
Menzel studiò le proprietà fisiche della cromosfera solare; i suoi studi sullo spettro solare permisero di aumentare le conoscenze relative al Sole ed alle stelle.
Tra il 1946 e il 1948 Menzel fu il vice presidente dell'American Astronomical Society, di cui divenne presidente tra il 1954 e il 1956.
Gli interessi scientifici di Menzel in seguito si spostarono verso le nebulose gassose. I suoi lavori con Lawrence Aller e James Gilbert Baker definirono molti dei principi fondamentali degli studi sulle nebulose planetarie.
Menzel si dedicò anche alla divulgazione scientifica. Nel 1964 scrisse il volumetto A Field Guide to the Stars and the Planets.
Menzel ha scritto diversi libri e numerosi articoli, per un totale di oltre 270 pubblicazioni scientifiche.

### Menzel e gli UFO
In aggiunta alla sua attività scientifica e divulgativa nel campo dell'astronomia, Menzel si è occupato di UFO da un punto di vista scettico e ha scritto tre libri su questo argomento.
Secondo Menzel, gli UFO non sono altro che errori di interpretazione di fenomeni prosaici come stelle, pianeti, nubi, aerei e palloni sonda; in alcuni casi possono essere fenomeni atmosferici non comuni con cui la gente non ha familiarità, come ad esempio i pareli. Lo scienziato sosteneva inoltre che la presenza di inversioni di temperatura e di foschie atmosferiche possono distorcere l'aspetto di stelle e pianeti e farli apparire di forma inusuale, più grandi di quanto sono in realtà ed anche in movimento. Nel 1968 Menzel è intervenuto al Simposio sugli UFO organizzato dall'U.S. Committee on Science and Astronautics ed ha affermato che le osservazioni di UFO andavano spiegate come fenomeni naturali. La sua posizione scettica lo portò a scontrarsi con varie persone che credevano nella realtà degli UFO, tra cui il fisico James McDonald.
Menzel ebbe anche esperienze dirette di osservazioni di UFO. La prima avvenne la sera del 12 maggio del 1949, nel Nuovo Messico; mentre percorreva in auto il tragitto dalla base aerea di Holloman ad Alamogordo, vide in cielo un oggetto brillante che non poteva essere una stella o un pianeta. Quattro anni più tardi raccontò l'avvistamento nel suo primo libro sugli UFO, spiegandolo con un riflesso causato dalla Luna. La seconda osservazione avvenne il 3 marzo del 1955; mentre tornava dal Polo Nord con un volo giornaliero del Servizio Meteorologico dell'U.S. Air Force, vide un oggetto luminoso. In seguito Menzel spiegò l'osservazione con un miraggio della stella Sirio, ma secondo Steuart Campbell si trattava invece di un miraggio di Saturno.

## Opere
- Stars and planets: Exploring the Universe, The University Society, new York, 1938
- Elementary Manual of Radio Propagation, Prentice-Hall, new York, 1948
- Our Sun, Blakiston Co., Philadelphia, 1949
- Mathematical Physics, Prentice-Hall, 1953
- Flying Saucers: Myth - Truth - History, Harvard University Press, Cambridge, 1953
- The Story of Starry Universe, Popular Science Library, Collier, 1954 (con D. H. Menzel)
- Fundamental Formulas of Physics, vol. 2, Prentice-Hall, 1955
- The Edge of the Sun, Smithsonian Institution, Washington D.C., 1957
- The Radio Noise Spectrum, Harvard University Press, Cambridge, 1960
- Writing a Technical Paper, Mcgraw-Hill, 1961
- The World of Flying Saucers: A Scientific Examination of a Major Myth of the Space Age, Doubleday, 1963 (con D. H. Menzel e Boyd G. Lyle)
- The Friendly Stars, Dover, 1964 (con Martha Evans Martin)
- Astronomy, Random House, 1970
- Survey the Universe, Prentice-Hall, 1970 (con D. H. Menzel, Fred L. Whipple e Gerard de Vaucouleurs)
- A Field Guide to Stars and Planets, Houghton Mifflin Co., 1975
- The UFO Enigma: The Definitive Explanation of the UFO Phenomenon, Doubleday, 1977 (con D. H. Menzel ed Ernest H. Taves)

Tradotti in italiano
- Guida delle stelle e dei pianeti, Milano, Ediz. Labor, 1969
- L'universo intorno a noi, Milano, Garzanti, 1970
- Il nostro sole, Firenze, Faenza, 1981
- Stelle e pianeti. Guida all'osservazione a occhio nudo e con il telescopio, Bologna, Zanichelli, 1990 (con Jay M. Pasachoff)